# ANNスポーツニュース
『ANNスポーツニュース』（エイエヌエヌスポーツニュース）は、ANN系列（テレビ朝日系列）で1970年1月から平日は1985年9月まで、週末は1987年9月まで放送されたスポーツニュース番組である。

## 概要
この時間帯のスポーツニュースは、1967年10月から1969年12月まで『NET 夜のワイドニュース』に引き続いて5分枠（23:53 - 23:58）で放送されていたが、ANN発足で1970年1月から上記のタイトルになり、『ANN 夜のワイドニュース』に引き続いての5分枠の放送は1971年3月まで続いた。その後『23時ショー』スタートに伴い、日付が変わって24時から5分間放送された後、1975年10月に『ANNニュースファイナル』の開始と共に平日は22:54から23時の6分枠に移動したが、1979年4月から再び『ニュースファイナル』に続く10分間の放送となる。1980年10月から1982年3月までは『ニュースファイナル』に内包され、単独番組としては一旦終了するも、その後分離し、『ニュースファイナル』の後の10分（週末はその後15分に拡大）に移動した。
実際にはプロ野球をはじめ、当日に開催されたスポーツの試合・競技会から、主な記録・情報をストレートニュース形式で伝えていた。プロ野球のセントラル・リーグ（セ・リーグ）とパシフィック・リーグ（パ・リーグ）で複数の公式戦が催されていた日には、セ・リーグ→パ・リーグの順に試合の結果を紹介。両リーグとも、注目度の高い試合（1試合）の経過をダイジェスト映像を交えながら伝えた後に、他の試合のランニングスコア・責任投手・本塁打を放った打者を静止画の字幕で紹介していた。
大相撲については、『大相撲ダイジェスト』が当番組の前後に放送されていた関係で、あまり詳しく伝えていなかった。1981年からは全国高等学校野球選手権地方大会の期間中に『速報!甲子園への道』が当番組の後、全国高等学校野球選手権本大会の期間中に『熱闘甲子園』（開始当初はANN準基幹局の朝日放送が単独で制作）が当番組の前に編成されたため、大会関連のニュースも大相撲と同じように扱っていた。
単独番組としては、平日の放送を1985年9月、週末の放送を1987年9月で終了。平日の主なスポーツニュースを『ニュースステーション』、週末の主なスポーツニュースを『ナイトライン』内で伝える体制へ移行した。

## キャスター
NET→テレビ朝日のアナウンサーが、シフト勤務の一環で担当。放送上は、1979年4月から顔出しを開始した。

## 放送時間
単に「スポーツニュース」として放送していた時期も含む。
| 期間    | 期間   | 月 - 木曜日    | 金曜日         | 土・日曜日     |
| ------- | ------ | -------------- | -------------- | -------------- |
| 1967.10 | 1970.9 | 23:53 - 23:58  | 23:53 - 23:58  | 23:53 - 23:58  |
| 1970.10 | 1971.3 | 23:55 - 翌0:00 | 23:55 - 翌0:00 | 23:55 - 翌0:00 |
| 1971.4  | 1974.3 | 翌0:00 - 0:05  | 翌0:00 - 0:05  | 翌0:10 - 0:15  |
| 1974.4  | 1975.9 | 翌0:00 - 0:05  | 翌0:00 - 0:05  | 翌0:00 - 0:05  |
| 1975.10 | 1979.3 | 22:54 - 23:00  | 22:54 - 23:00  | 翌0:00 - 0:05  |
| 1979.4  | 1980.9 | 23:10 - 23:20  | 23:10 - 23:20  | 23:10 - 23:20  |
| 1980.10 | 1982.3 | （放送なし）   | （放送なし）   | （放送なし）   |
| 1982.4  | 1983.9 | 23:15 - 23:25  | 翌0:00 - 0:10  | 23:10 - 23:20  |
| 1983.10 | 1985.9 | 23:15 - 23:25  | 翌0:05 - 0:15  | 23:10 - 23:25  |
| 1985.10 | 1987.9 | （放送なし）   | （放送なし）   | 23:10 - 23:25  |

一部のネット局（開局当初の新潟テレビ21など）では、翌日の早朝（6時台）に再放送を実施していた。

## タイトル
- 第1期の前半 - スピードスケートの模様を写し出した映像からスタート。この映像には「アナログ方式のストップウオッチが立ち上がると、ストップウォッチの文字盤に刻まれている『ANN』のロゴが画面の中央に一文字ずつ飛び出す」との趣向が施されていて、『ANN』の文字が揃ったところで『スポーツニュース』というタイトルロゴを画面の下に表示させていた。その間には、陸上競技（短距離走）、野球、競泳、スキー（滑降）、陸上競技（棒高跳び）、サッカー、バレーボール、体操競技（段違い平行棒）の順に、競技映像の一部を画面の中央へ矢継ぎ早に写していた。
  - オープニングとエンディングのテーマミュージックに『スポーツマン』を使用。
- 第1期の後半（1980年頃） - 画面の向かって左下から右上方向に、プロ野球（後楽園球場の読売ジャイアンツホームゲーム）、ヨット、柔道、陸上競技の走り高跳びの映像を次々と表示。右上に走り高跳び、左上に柔道、右下にプロ野球、左下にヨットの映像を並べ直したところで、オリンピック競技のピクトグラムを並べた静止画が画面の中心、「ANN/（改行）スポーツニュース」という斜体のロゴ（ベースは白色で縁が赤色）が中央の左側から現れていた。
  - この時期から、テーマミュージックに『朝日に栄光あれ』を使用していた。
- 第2期の前半 - ライトグリーン色とオレンジ色で構成された画面をベースに、アニメーションでタイトルロゴを表示していた。このロゴでは、「スホーツ/（改行）ニュース。」という白色の字幕から、「ス」の右下部分が伸びるようになっていた。さらに、伸びた部分がゴルフクラブのように「。」を打ち出すと、「。」が「ホ」の右上に移動することによって「ポ」の文字を形成。最後に、「ANN」のロゴを「スポーツ/ニュース」の上に1文字ずつ表示させていた。
- 第2期の中盤（1984年） - ライトグリーン色の画面（グリーンバック）とライトブルー色（ブルーバック）の画面を交互に出しながら、マラソン、サッカー、野球、陸上競技（走り高跳び）、体操競技（鉄棒）、自転車競技、重量挙げなどのプレーシーンのシルエットを白く描いたアニメーション映像を次々と表示。その間に、バレーボール、ゴルフ、新体操、アメリカンフットボールの実写映像を短く流していた。最後に、グリーンバックのアニメーション映像を画面の左右、新体操の実写映像を画面の上、アメリカンフットボールの実写映像を画面の下に移動させたうえで、ブルーバックにタイトルロゴを表示させた映像を画面の中央から全面に拡大。ただし、第2期前半のオープニング映像と違って、タイトルロゴには動きを付けていなかった。
- 第2期の後半 - 当日のスポーツニュースの映像とCGによるアニメーション映像を組み合わせていて、『ANNスポーツニュース』というタイトルロゴを左右に回転させた後に画面の中央へ表示させていた。
※朝日放送のみ、第1期から『ABCスポーツニュース ANN』に改題。BGMには、当時の同局のスポーツ中継と同じく、『ウィーンはいつもウィーン』が使用されていた。ただし、第1期では、上記のタイトル映像をほぼそのまま使用。第2期には、独自制作のCG映像を放送していた。
九州朝日放送では、第2期の中盤時点ではBGMを『National Emblem March（国民の象徴）』に差し替えていた。
広島ホームテレビでは、第2期の中盤のタイトルを後半時点でも自社送出で継続使用した。

| NET→テレビ朝日 (ANN) スポーツニュース | NET→テレビ朝日 (ANN) スポーツニュース | NET→テレビ朝日 (ANN) スポーツニュース                                     |
| 前番組                                | 番組名                                | 次番組                                                                    |
| ------------------------------------- | ------------------------------------- | ------------------------------------------------------------------------- |
| -----                                 | ANNスポーツニュース（第1期）          | ANNニュースファイナル ※最終ニュースに内包                                 |
| テレビ朝日 (ANN) スポーツニュース     |                                       |                                                                           |
| ANNニュースファイナル                 | ANNスポーツニュース（第2期）          | 平日：ニュースステーション（1985.10 - ） 週末：ナイトライン（1987.10 - ） |